# Bakody Tivadar
Bakody Tivadar József (Győr, 1825. május 4. – Budapest, 1911. március 29.) magyar orvos, pedagógus, egyetemi tanár.

## Családja
Apja Bakody József (1791–1845) orvos. Két gyermeke született: Bakody Amanda, akinek második férje Csiky Gergely (1842–1891) író, az MTA tagja volt. Fia Bakody Árpád (1858–1887) orvos.

## Élete
A Budapesti Egyetemen bölcseletet tanult, majd a Lipcsei Egyetemen bölcsészeti és jogi tanulmányokat folytatott 1845 és 1848, külföldi tanulmányútja után kiadott egy 98 német nyelvű költeményt tartalmazó kötetet 1846-ban. 1846-47-ben Petőfivel jó barátságba keveredett, aki egyik versét kifejezetten jónak tartotta. Az 1848–49-es forradalom és szabadságharc idején Görgei Artúr főhadiszállásán honvéd kapitány volt.
Orvosi tanulmányait csak 1850-ben kezdte meg és 1854-ben fejezte be a Bécsi Egyetemen. Külföldi egyetemeken folytatott tanulmányútja után Lembergben telepedett le, ahol a Lembergi Egyetemen 1860-ban a „természet-gyógytan” magántanárává képesítették, és ott saját költségén svéd gyógytorna-csarnokot építtetett. Atyjához híven a homeopátia irányát követte. 1861-ben visszatért Magyarországra. 1873-1905 között a „hasonszenvészet” (homeopátia) rendkívüli tanára volt a Budapesti egyetem orvosi karán; a Bethesda és az 1798. május 28-án megnyitott budapesti Szent Rókus Kórház főorvosa volt. Semmelweis Ignác tanainak propagátora volt. Sokat tett az elhanyagolt testgyakorlás felkarolása érdekében. 1863-ban kezdeményezte az első magyarországi nyilvános tornacsarnok létrehozatalát, 1865-ben pedig kezdeményezte a Pesti Torna Egylet megalapítását. Az Egyesség a hazában szabadkőműves páholy főmestere, később a nagypáholy főfelügyelője volt. 1873–1875 között szerkesztette a Hasonszenvi Lapokat.

## Művei
- Traumbilder. Gedichte. Pesth, 1846.
- Lilien und Rosen. Gedichte. 2. Aufl. Wien. 1854.
- Országos testgyakorlat. Pest, 1861. (Különnyomat az Orvosi Hetilapból)
- A tüdőhólyagcsák hámja feletti vita. Uo. 1865.
- A hasonszenvészet jogigényei a tudomány és emberiség érdekében. Uo. 1868.
- Die Katarrhalische Pneumonie vom pathol.-histol. Standpunkte. Bpest, 1873.
- A hurutos tüdőlob kór-szövettanilag tekintve. Uo. 1874.
- Emlékbeszéd dr. Almási Pál fölött. Uo. 1876. (Ism. Kelet Népe 1876. 34. 35. sz.)
- Eine psychologisch-philosophische Reflexion. Uo. 1876.
- A hasonszenvi iskola természettudományi módszere. Uo. 1877.
- Zur Verständigung noch einmal: Noumenorum non datur scientia. Leipzig, 1877.
- Retorsion. Berlin. 1882.
- Zur Reform der medicinischen Therapie. Uo. 1882.
- Hahnemann redivivus. Leipzig, 1883.
- A Karyomitosis és a biologikus orvosszeri gyógytan alapelve Bpest, 1884. (Ugyanez németül. Berlin, 1884.)
- Az orvosszeres tüneti antipyresis birálata. Uo. 1884. (Különnyomat a Gyógyászatból. Ugyanez németül a Pester Med. Chirurg. Presseből 1885.)

A Hasonszenvi Lapoknak 1866-tól főmunkatársa és 1873 márciustól 1874 végéig szerkesztője volt.